# Marie Huet
Pour les articles homonymes, voir Huet.
Marie Huet, née le 20 septembre 1859 à Paris et morte le 11 février 1939 à Angers, est une artiste peintre et une modéliste en  haute-couture française.

## Biographie
Née à Paris, Marie Huet y résidera ainsi qu'à Solesmes[Laquelle ?] et Thomery.
Marie Huet rejoint la Société des artistes français en 1887 et expose régulièrement ses œuvres. Elle ne sera pas mentionnée, en dépit de la recommandation qu'envoie l'écrivain hydropathe Émile Goudeau au peintre et membre du jury Antonio de La Gandara.
Associée à l'icône de la mode Louise Chéruit, elle reprend en 1898 la maison de couture des sœurs Raudnitz qui sera rapidement renommée Huet et Chéruit et connaîtra un réel succès, couronnée par un grand prix à l'Exposition universelle de 1900. Parmi leurs clientes du 21, place Vendôme, elles comptent Madeleine Astor, la princesse de Broglie, la duchesse de Gramont et la reine de Roumanie. La maison Huet et Chéruit, cette dernière assumant seule la direction artistique, fait alors partie des cinq grands noms de la haute couture qui dominent Paris, avec les sœurs Callot, Jacques Doucet, Jeanne Lanvin, et Charles Worth.
Elle a posé pour la peintre américaine Alice Pike Barney.

Photographies non sourcées
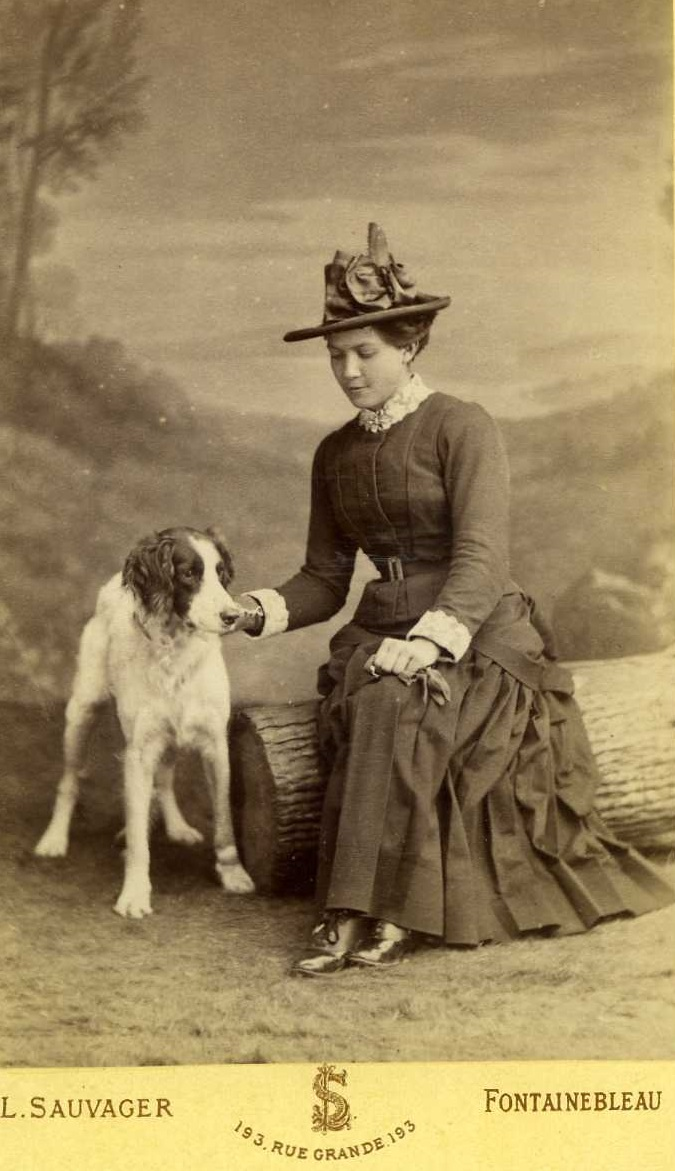
Louis Sauvager, portrait présumé de Marie Huet.
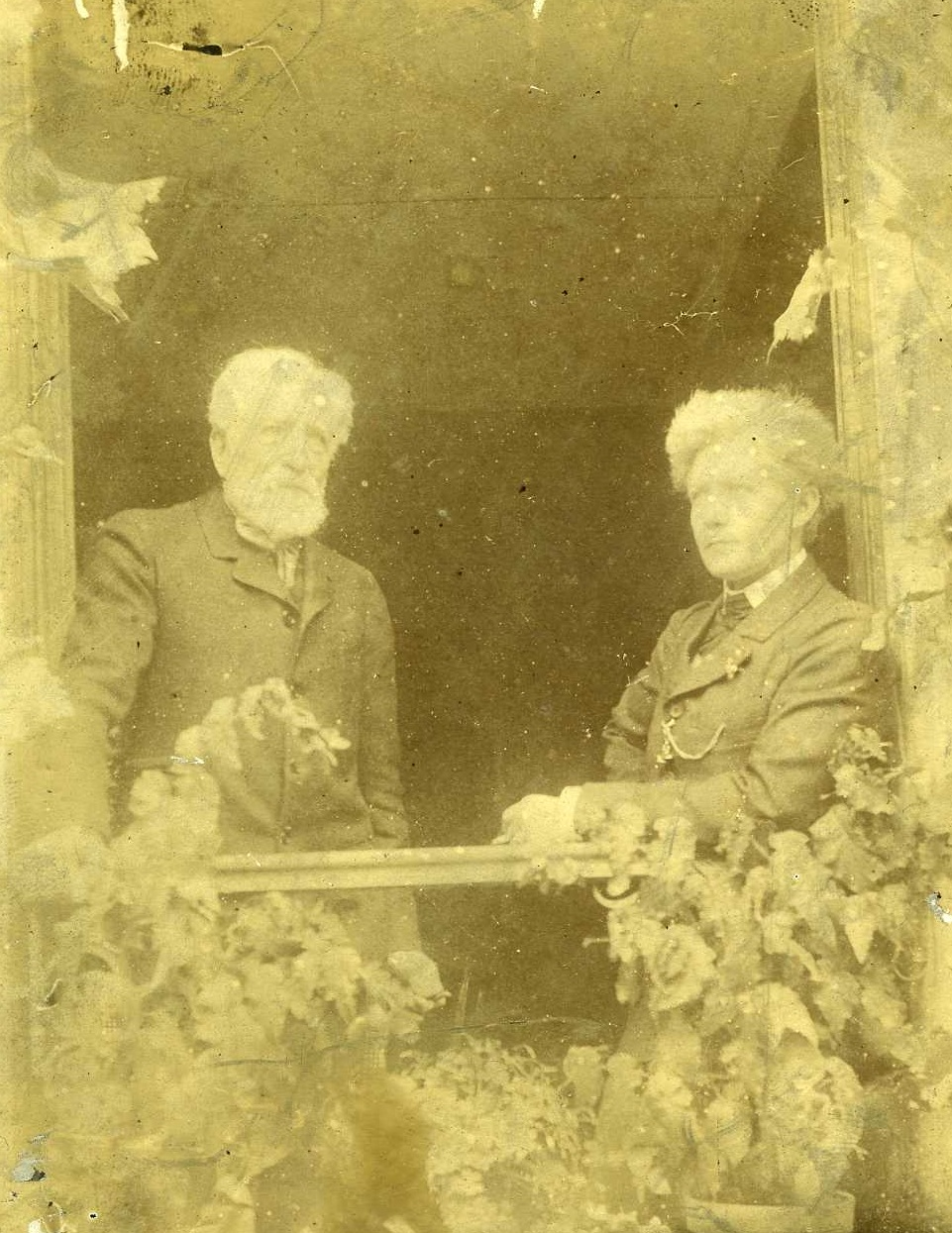
Portrait présumé de Marie Huet et son père à Thomery, photographie anonyme.

## Galerie

Œuvres non localisées ni sourcées attribuées à Marie Huet
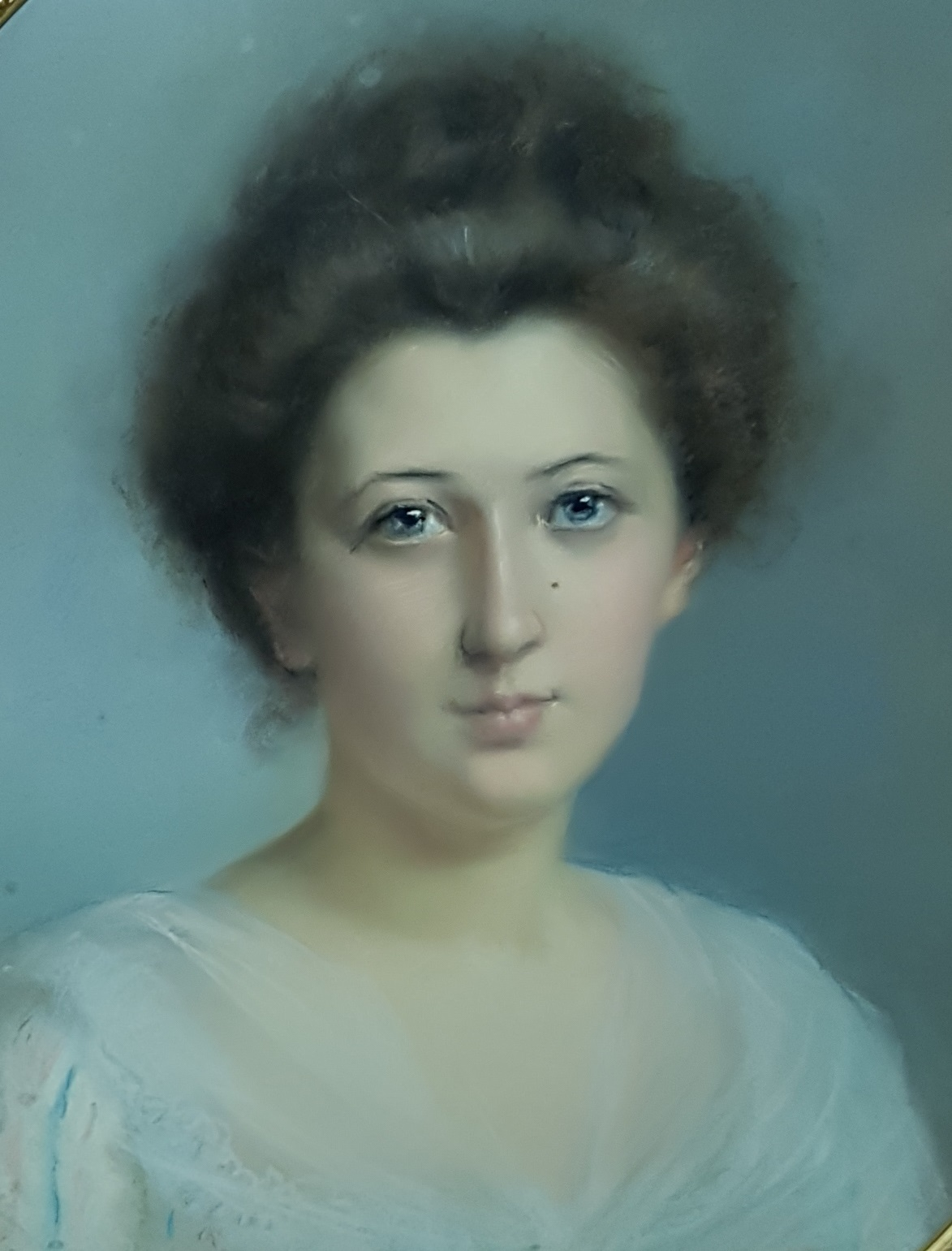
Portrait de femme.
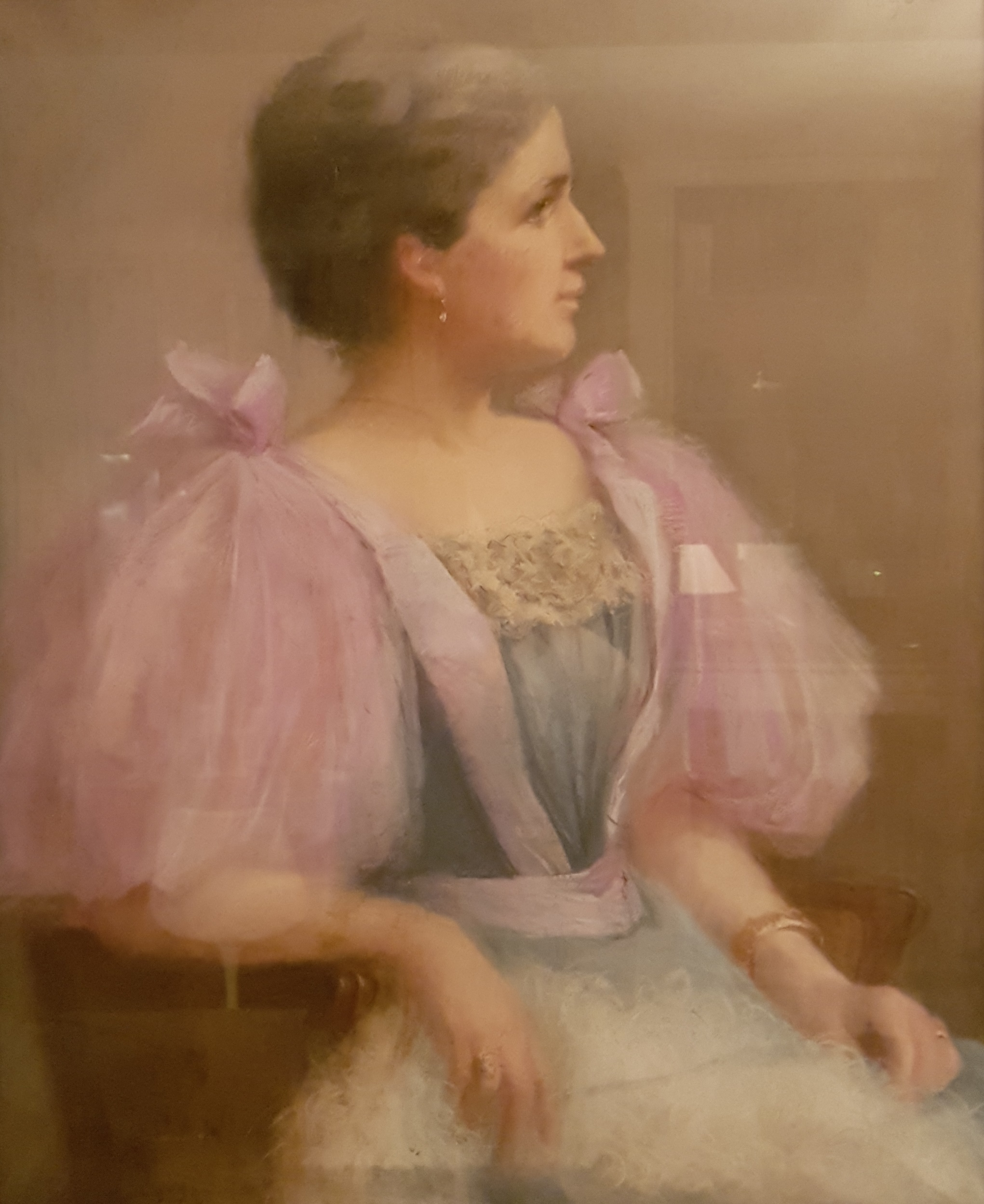
Portrait de femme.
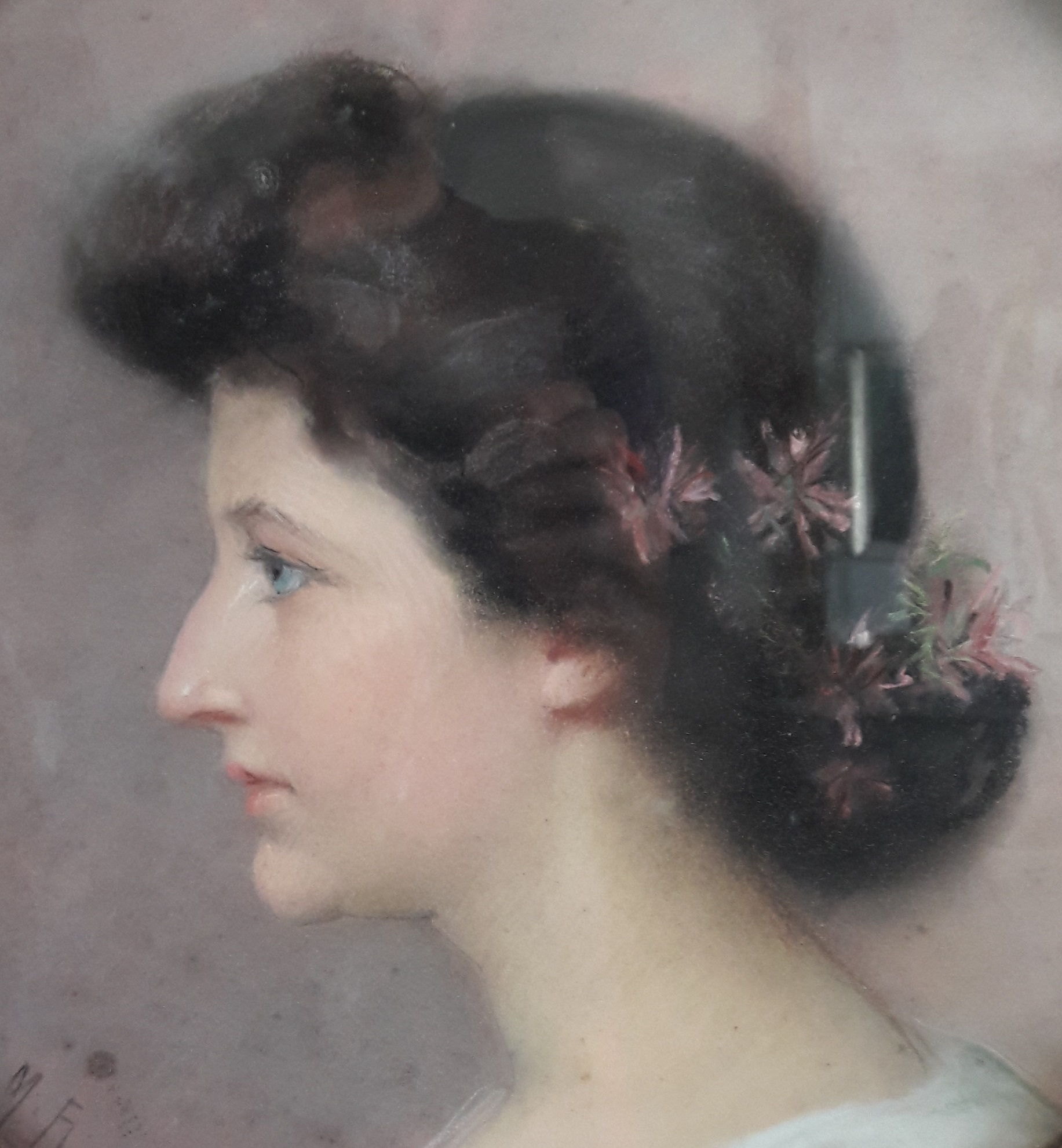
Portrait de femme.
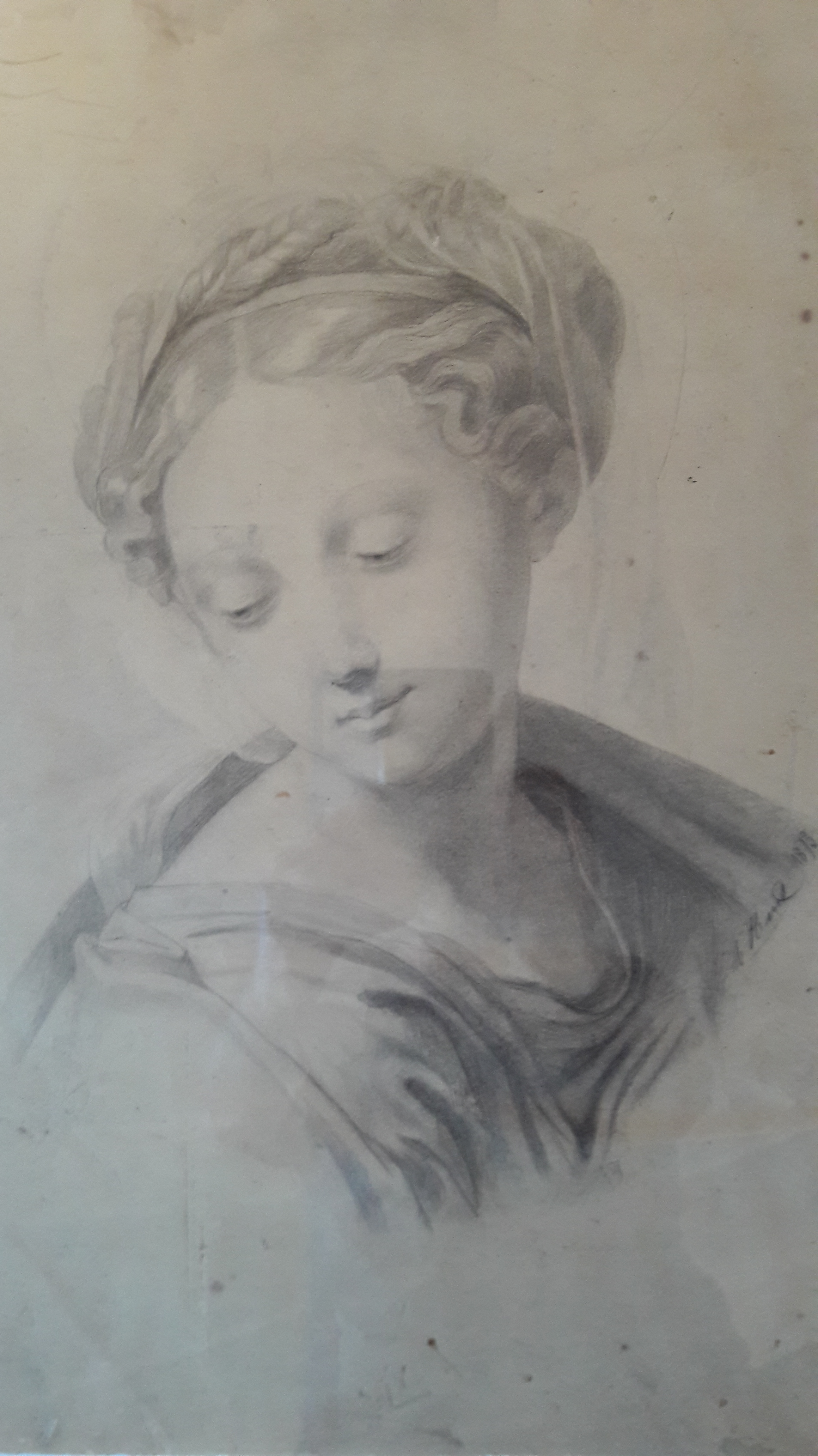
Portrait de jeune fille.